# George Sanger
George Alistair Sanger, aussi connu sous le pseudonyme The Fat Man, est un musicien de jeux vidéo. Lui et son groupe, Team Fat, composé de Dave Govett, Joe McDermott and K. Weston Phelan, sont les auteurs de plus de 250 musiques de jeux depuis 1983.

## Discographie
Trois albums sont sortis chez Haight-Masonic Laboratories.
- 7/11, tiré de The 7th Guest et sa suite The 11th Hour.
- Surf.Com, tiré de Zhadnost.
- Flabby Rode.

## Travaux notables
| Titre                                                  | Année |
| ------------------------------------------------------ | ----- |
| Thin Ice (Carnival of the Penguins)                    | 1983  |
| Maniac Mansion (NES)                                   | 1990  |
| Wing Commander                                         | 1990  |
| Loom (une adaptation du Lac des cygnes de Tchaikovsky) | 1990  |
| Fun House (NES)                                        | 1991  |
| Home Alone (NES)                                       | 1991  |
| Might and Magic III : Les Îles de Terra                | 1991  |
| Wing Commander II: Vengeance of the Kilrathi           | 1991  |
| RPM Racing                                             | 1991  |
| Planet's Edge                                          | 1992  |
| Ultima Underworld                                      | 1992  |
| Faceball 2000                                          | 1992  |
| Blazing Skies                                          | 1992  |
| The 7th Guest                                          | 1992  |
| Zombies Ate My Neighbors                               | 1993  |
| IndyCar Racing                                         | 1993  |
| NASCAR Racing                                          | 1994  |
| The 11th Hour                                          | 1995  |
| Pyjama Sam : Héros du goûter                           | 1999  |
| Scene It?                                              | 2000  |
| Bob l'éponge : Revenge of the Flying Dutchman          | 2002  |

## Récompenses
- 2007 : Game Developers Choice Awards (Community Contribution)[3]